# Lenka (piosenkarka)
Lenka Kripac (ur. 19 marca 1978 w Bedze) – australijska piosenkarka czechosłowackiego (czeskiego) pochodzenia, kompozytorka, muzyk australijskiego zespołu elektroniczno-rockowego Decoder Ring. Niegdyś znana również jako prezenterka kreskówek w porannym programie telewizyjnym Cheez-It i aktorka.

## Życiorys
Jej ojciec wyemigrował z Czechosłowacji, a następnie zamieszkał na odludnym wybrzeżu Australii. W wieku sześciu lat Lenka przeniosła się do Sydney, gdzie uczęszczała do rozmaitych szkół, w tym plastycznych, i do akademii sztuk scenicznych. Uczyła się gry na fortepianie, aktorstwa i śpiewania. Od 1998 do 2005 występowała jako aktorka w serialach telewizyjnych. Prowadziła kreskówki porannego programu dla dzieci Cheez-It (potocznie Uśmiechnij się). Zagrała główną rolę w horrorze Mroczna plaża (Lost Things, 2003).
W Sydney również rozpoczęła karierę muzyka w ramach australijskiego zespołu Decoder Ring, jeszcze jako Lenka Kripac, nagrywając z nimi dwa albumy jako wokalistka i klawiszowiec. W 2007 przeniosła się do Kalifornii. 24 września 2008 wydała debiutancki solowy album pt. Lenka, który zajął 142. miejsce na amerykańskiej liście przebojów Billboard 200 i 15. miejsce na liście ARIA chart w Australii. Pierwszy singel, „The Show” wykorzystano w reklamach sklepu odzieżowego Old Navy i użyto w serialu telewizyjnym Ugly Betty, był również promowany w iTunes Store jako Free Single of the Week, a fragment utworu został wykorzystany w 2009 roku także do reklamy wiosennej ramówki w telewizji TVN. Piosenka „Trouble Is a Friend” została użyta w jednym z odcinków serialu Chirurdzy oraz jako utwór tytułowy w serialu Julia.
18 kwietnia 2011 wydała album pt. Two, który promowała singlem „Heart Skips a Beat”. Zamieszkała w Silver Lake, wschodniej dzielnicy i centrum muzyki alternatywnej w Los Angeles. Jej muzyka jest intensywnie promowana przez jej wytwórnię płytową Epic Records. Jej piosenka „Everything At Once” została użyta w reklamie Windows 8.
13 maja 2012 urodziła syna o imieniu Quinn.

## Dyskografia

### Albumy solo
- Lenka (2008, LP) – złota płyta w Polsce[5]
- Two (2011, LP)
- Shadows (2013, LP)
- The Bright Side (2015)
- Attune (2017)

### Albumy zDecoder Ring
- Somersault (2004, LP)
- Fractions (2005, LP)

### Single
- „The Show” (2008)
- „Trouble Is a Friend” (2009)
- „Heart Skips a Beat” (2011)
- „Everything at Once” (2012)
- „Blue Skies” (2015)